# Polícrates d'Atenes
Polícrates d'Atenes (en llatí Polycrates, en grec antic Πολυκράτης) fou un sofista i retòric grec contemporani de Sòcrates i Isòcrates.
Va ensenyar a Atenes i més tard a Xipre i Claudi Elià el menciona com a mestre de Zoilos d'Amfípolis. Dionís d'Halicarnàs el considera un dels més destacats oradors del seu temps tot i que posa faltes al seu estil.
Va escriure:
- κατηγορία Σωκράτους. Alguns autors diuen que aquest va ser el discurs que va pronunciar Mèlet en el judici contra Sòcrates, però conté al·lusions a fets ocorreguts sis anys després de la mort del filòsof. Sembla només un discurs fet sobre tema. En parlen Quintilià i Suides.
- Βουσίριδος ̓Απολογία. Un discurs que n'inclou un d'Isòcrates que s'adreça a Polícrates per remarcar-li les faltes que aquest havia comès en el seu discurs titulat Busiris
- Εγκώμιν Θρασυδούλου.
- Περὶ ̓Αφροδισίων. Un poema obscè sobre l'amor que va publicar amb el nom de la poeta Filaenis amb el propòsit de destruir la seva reputació, segons Ateneu de Naucratis.

Es dubta si una obra titulada Λακωνικά (sobre Esparta), és d'aquest Polícrates o d'algú altre amb aquest nom. Ateneu de Naucratis, que el cita, no ho aclareix.